# Kleinia curvata
Kleinia curvata là một loài thực vật có hoa trong họ Cúc. Loài này được Thulin mô tả khoa học đầu tiên.